# Micrurus silviae
Micrurus silviae é uma espécie de cobra-coral, um elapídeo do gênero Micrurus. É uma coral tricolor descrita em 2007 e que ocorre nas regiões de clima mais ameno do Sul do Brasil, incluindo o Rio Grande do Sul. Cabeça totalmente preta e tríades de anéis pretos com o anel central duas vezes maior que os outros dois: esses caracteres são utilizados para diferenciá-la de outras corais do sul do Brasil, que são muito semelhantes.